# Helophorus griseus
Helophorus griseus är en skalbaggsart som beskrevs av Herbst 1793. Helophorus griseus ingår i släktet Helophorus, och familjen halsrandbaggar. Arten är reproducerande i Sverige.